# Кингисеппская организованная преступная группировка
Кингисеппская организованная преступная группировка - ОПГ города Москва, действовавшая в период с 1992 по 2008 года. За более чем 10 лет активной деятельности совершила полтора десятка заказных убийств и покушений.

## История создания
Группировка создана в 1992 году в Москве на базе частного охранного предприятия (ЧОП) «Перевал» жителями Кингисеппа (Ленинградская область) — бывшими боксёрами Имраном Ильясовым и Сергеем Финагиным. Первоначально занималась защитой бизнеса двоюродного брата Ильясова — Георгия Сафиева (последний в 1999 году выехал в США, где в 2002-м был убит). Само понятие «кингисеппская преступная группировка» появилось только в 2004 году, в то время как первое заказное убийство, приписываемое «кингисеппским бандитам», произошло в 1992 году. В разные годы в состав группировки входило до 29 человек, в основном жители Кингисеппа, Москвы и Санкт-Петербурга. Банда совершала преступления на всей территории России и даже за её пределами.

## Основная деятельность
В декабре 1992 года первой жертвой группировки стал дагестанец Руслан Кадиев, который обвинил Сафиева в исчезновении своего брата и обещал отомстить. Вскоре ОПГ занялась исполнением убийств, заказы на которые получал Финагин. С 1992 по 2002 год банда, в которую входило около 20 человек, совершила по меньшей мере 12 убийств. Самыми громкими стали убийства председателя правления белорусского «Белбизнесбанка» Александра Лисинчука в 1993 году, директора по производству Ново-Уфимского НПЗ Салавата Гайнанова в 1994 году и главного бухгалтера группы «Плаза» Людмилы Красногер в 2001 году.

## Совместная деятельность
Согласно данным Министерства внутренних дел России, у Сергея Финагина сложились дружеские отношения с представителями Щёлковской преступной группировки и её лидером Александром Матусовым по кличке "Басмач". Банкир и предприниматель Георгий Сафиев давал «заказы» на устранение людей не постоянно, поэтому Финагин вместе со своими людьми искал заработки «на стороне». «Кингисеппские» и «щёлковские» стали вести совместный криминальный бизнес. В то время, когда бандиты были свободны от выполнения «заказов», они промышляли похищениями бизнесменов и даже криминальных «авторитетов». Жертв, по данным оперативников, в основном выбирали «кингисеппские», в том числе сотрудники ЧОП «Перевал». «Кингисеппские» привозили пленников в Подмосковье, где передавали их в руки «щёлковских». Затем подельные Басмача жестоко пытали заложников, требуя заплатить им крупные суммы денег. Большинство людей, вне зависимости от того, уплатили ли они выкуп, были убиты и закопаны на территории Щёлковского района. По данным оперативников, на счету «щёлковской» бригады более 60 убийств и похищений людей. В 2009 году в подмосковных лесах были найдены останки 15 человек, убитых «щёлковскими» бандитами в 1990-е годы.

## Следствие и суд
Расследование деятельности ОПГ началось после задержания в сентябре 2004 года в Москве бывшего подводника Александра Пуманэ, которого приняли за террориста. Выяснилось, что Пуманэ являлся членом группировки и готовил покушение на бывшего финансового директора компании «Славнефть» Юрия Бушева. В феврале 2005 года был задержан сообщник Пуманэ Александр Иванов, признавшийся в пяти убийствах. Благодаря его показаниям в 2005—2006 годах были пойманы практически все рядовые участники банды и её главари Финагин и Ильясов. В 2007—2008 годах в Московском городском суде прошли два судебных процесса над «кингисеппскими». 16 членов группировки получили от 4,5 до 19 лет заключения, двое были оправданы.
В ходе одного из процессов Иванов сообщил, что заказчиком ряда преступлений выступал бывший сенатор от Башкирии Игорь Изместьев, а Финагин рассказал, как в середине 1990-х «кингисеппские» «перешли под Изместьева». 16 января 2007 года экс-сенатор был задержан в Бишкеке по подозрению в организации убийства летом 2001 года в Москве нотариуса Галины Перепёлкиной — супруги его бывшего делового партнёра, президента аудиторской компании «Промфин Лтд.» и учредителя закрытого акционерного общества «Башнефть-МПК». Изместьеву было также предъявлено обвинение в организации убийства сотрудника фирмы «Ронекс» Олега Булатова, занимавшегося транспортировкой нефти на танкерах. Впоследствии к делу, по которому проходят 12 членов группировки, добавились эпизоды ещё о двух убийствах, одном покушении, терроризме и даче взятки. 10 июня 2009 года дело передано в Московский городской суд.